# Andrea Ribelles
Andrea Ribelles es una actriz colombiana. Nacida el 12 de diciembre de 1990 en Bogotá, Colombia, de padre brasileño y madre colombiana, Andrea inició su carrera como actriz a los 11 años de edad en la serie “Padres e Hijos”; allí interpretó el personaje de Antonia, siendo una de las coprotagonistas por 3 años. A sus 15 años de edad, participó en varias novelas colombianas como La Pola, Amor en custodia, Tres Caines, Rafael Orozco, entre otras. Ha participado en novelas internacionales y series, como El Clon, interpretando el personaje de Paula, una drogadicta problemática, Flor salvaje, Niñas mal, El corazón del océano, Chica vampiro, entre otras.

## Filmografía

### Televisión
- 2017. Sinergia: Ana María
- 2016. Manual para ninjas: Layla
- 2015. Rafael Orozco: Olga
- 2014. Tres Caínes
- 2013. Chica vampiro: Brigitte
- 2012. ¿Dónde carajos está Umaña?: Mali
- 2011. Flor salvaje: Diana
- 2011. A corazón abierto: Niebla
- 2011. Decisiones: July
- 2011. El corazón del océano: Catalina
- 2011. Terapia de pareja
- 2011. A corazón abierto: Marcela
- 2010. Mujeres al límite
- 2010. Niñas mal: Karen
- 2010. A corazón abierto
- 2010. La Pola: Rosalba
- 2010. Amor en custodia: Manuela
- 2010. El Clon: Paula
- 2010. Niños ricos, pobres padres
- 2010. Tu voz estéreo: protagonista
- 2009. Padres e hijos: Antonia

- Datos: Q16530138